# Виців

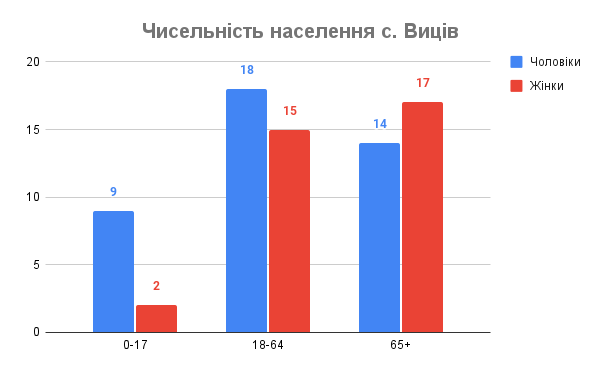
Чисельність населення с. Виців, 2021 р.

Ви́ців —  село в Україні, у Самбірському районі Львівської області. Населення становить 97 осіб. Орган місцевого самоврядування - Стрілківська сільська рада.

## Церква Св. Івана Хрестителя
У ХІХ ст. у селі була жива традиція, що говорила про існування там у минулому монастиря. За переказами, священник, який став єпископом в Росії, переслав до церкви в родинному селі чудові ризи та літургійні книги, більшість з яких згоріли у пожежі. У 1856 році збудовано наступну будівлю (також датують 1863 роком), яка простояла до початку 30-х років ХХ ст.
Сучасна будівля збудована у 1932 році.

## Відомі вихідці
Томусяк Людмила Миколаївна (1960 р.н.) - доцент кафедри сучасної української мови.